# Santi Andrea e Gregorio al Monte Celio (titolo cardinalizio)
Santi Andrea e Gregorio al Monte Celio (in latino: Titulus Sanctorum Andreae et Gregorii ad Clivum Scauri) è un titolo cardinalizio istituito da papa Gregorio XVI il 28 giugno 1839, con il breve Romani pontifices, per sostituire quello di Sant'Eusebio da lui soppresso. Il titolo insiste sulla chiesa di San Gregorio al Celio.
Dal 14 febbraio 2015 il titolare è il cardinale Francesco Montenegro, arcivescovo emerito di Agrigento.

## Titolari
Si omettono i periodi di titolo vacante non superiori ai 2 anni o non storicamente accertati.
- Ambrogio Bianchi, O.S.B.Cam. (11 luglio 1839 - 3 marzo 1856 deceduto)
- Michele Viale Prelà (18 settembre 1856 - 15 maggio 1860 deceduto)
- Angelo Quaglia (30 settembre 1861 - 27 agosto 1872 deceduto)
  - Titolo vacante (1872-1875)
- Henry Edward Manning (31 marzo 1875 - 14 gennaio 1892 deceduto)
- Herbert Vaughan (19 gennaio 1893 - 19 giugno 1903 deceduto)
  - Titolo vacante (1903-1907)
- Alessandro Lualdi (18 aprile 1907 - 12 novembre 1927 deceduto)
- Jusztinián Györg Serédi, O.S.B. (22 dicembre 1927 - 29 marzo 1945 deceduto)
- Bernard William Griffin (22 febbraio 1946 - 20 agosto 1956 deceduto)
- John Francis O'Hara, C.S.C. (18 dicembre 1958 - 28 agosto 1960 deceduto)
- José Humberto Quintero Parra (19 gennaio 1961 - 8 luglio 1984 deceduto)
  - Titolo vacante (1984-1988)
- Edmund Casimir Szoka (28 giugno 1988 - 20 agosto 2014 deceduto)
- Francesco Montenegro, dal 14 febbraio 2015